# Hickory 250 1969
Hickory 250 1969 var ett stockcarlopp ingående i Nascar Grand National Series (nuvarande Nascar Cup Series) som kördes 6 april 1969 på den 0,4 mile (644 meter) långa ovalbanan Hickory Motor Speedway i Hickory i North Carolina. Totalt avverkades 100 miles (160,934 km) fördelat på 250 varv. Banunderlaget var asfalt. Loppet vanns av Bobby Isaac i en Dodge på tiden 1:15.52 körande för Nord Krauskopf. Isaacs snitthastighet var 79,086 mph. Isaac som startade från Pole position ledde samtliga 250 varv från start till mål med två varvs marginal före tvåan Richard Petty. Prispotten uppgick till 9 755 dollar, varav 1 700 dollar gick till segraren.

## Resultat
| Plc     | Nr | Förare        | Team/ bilägare           | Konstruktör | Start | Varv | Ledda varv |
| ------- | -- | ------------- | ------------------------ | ----------- | ----- | ---- | ---------- |
| 1       | 71 | Bobby Isaac   | Nord Krauskopf           | Dodge       | 1     | 250  | 250        |
| 2       | 43 | Richard Petty | Petty Enterprises        | Ford        | 5     | 248  | 0          |
| 3       | 17 | David Pearson | Holman Moody             | Ford        | 4     | 245  | 0          |
| 4       | 30 | Dave Marcis   | Milt Lunda               | Dodge       | 3     | 244  | 0          |
| 5       | 49 | G.C. Spencer  | GC Spencer Racing        | Plymouth    | 6     | 243  | 0          |
| 6       | 06 | Neil Castles  | Neil Castles             | Plymouth    | 8     | 243  | 0          |
| 7       | 25 | Jabe Thomas   | Robertson Racing         | Plymouth    | 9     | 237  | 0          |
| 8       | 51 | Ben Arnold    | i.u.                     | Plymouth    | 17    | 236  | 0          |
| 9       | 08 | E.J. Trivette | E.C. Reid                | Chevrolet   | 11    | 235  | 0          |
| 10      | 70 | J.D. McDuffie | McDuffie Racing          | Buick       | 14    | 232  | 0          |
| 11      | 64 | Elmo Langley  | Langley-Woodfield Racing | Ford        | 15    | 231  | 0          |
| 12      | 18 | Dick Johnson  | Dick Johnson             | Ford        | 10    | 230  | 0          |
| 13      | 34 | Wendell Scott | Scott Racing             | Ford        | 18    | 228  | 0          |
| 14      | 4  | John Sears    | DeWitt Racing            | Ford        | 7     | 225  | 0          |
| 15      | 47 | Cecil Gordon  | Seifert Racing           | Ford        | 20    | 224  | 0          |
| 16      | 26 | Earl Brooks   | Brooks Racing            | Ford        | 16    | 214  | 0          |
| 17      | 19 | Henley Gray   | Harry Melton             | Ford        | 12    | 138  | 0          |
| 18      | 45 | Bill Seifert  | Seifert Racing           | Ford        | 19    | 126  | 0          |
| 19      | 48 | James Hylton  | Hylton Engineering       | Dodge       | 2     | 88   | 0          |
| 20      | 10 | Bill Champion | Champion Racing          | Ford        | 13    | 17   | 0          |
| Källor: |    |               |                          |             |       |      |            |